# Antonio Rizzo

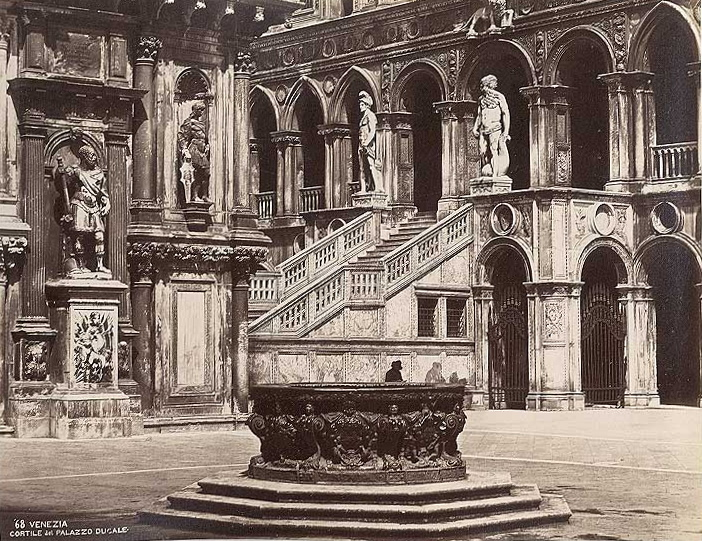
Dogepalatsets gård med Scala dei giganti.

Antonio Rizzo, född omkring 1430 i Verona, död efter 1497, var en italiensk skulptör och arkitekt verksam i norra Italien, mestadels i Venedig men även i Pavia. Han var lärling vid olika projekt i Pavia.
Från 1465 var han anställd vid byggandet av La Certosa vid Pavia, där han utförde kolonner och kapitäler, och han ska ha varit fästningsingenjör i Skutari 1475. Hans huvudsakliga verksamhet var dock i Venedig. Han utförde omkring 1464 statyerna Adam och Eva vid huvudingången till dogepalatset åt gårdssidan. Så stora nakna figurer hade den moderna skulpturkonsten dittills inte åstadkommit. Adamsstatyn är ett på en gång realistiskt och monumentalt verk av betydenhet. Ett par figurgrupper på samma ställe tillkom omkring 1471. Efter branden 1483 var Rizzo en av de konstnärer, som gav dogepalatsets gård dess nya, prunkande rika marmorutsirning i ungrenässans. Sannolikt var det Rizzo som började detta arbete och utförde gårdens östra fasad. Troligt är, att han åtminstone delvis utförde Arco Foscari och den ståtliga yttertrappan, senare kallad Scala dei giganti. 

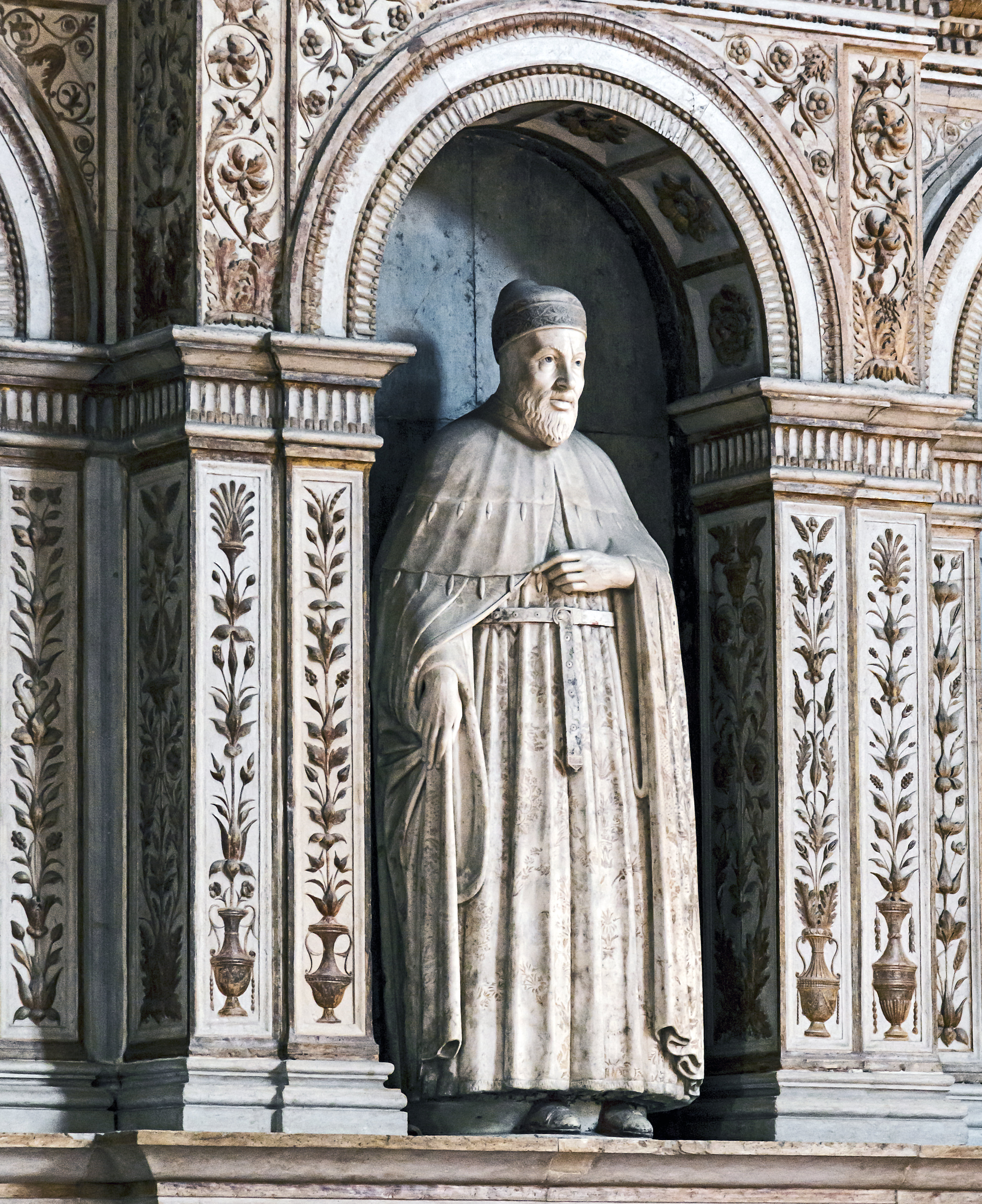
Dogen Niccolo Tron i Frarikyrkan

Bland hans övriga verk är några betydande gravmonument, främst det stora väggmonumentet över dogen Niccolo Tron (död 1472) i Frarikyrkan, det är det första och det stilbildande venezianska gravmonumentet i renässansstil. Dess allegoriska statyer är dock ganska allmänt hållna, statyn av dogen är karaktärsfull och realistisk. Giacomo Marcellos monument i samma kyrka anses möjligen vara ett verk av Rizzo vilket däremot ej är fallet med Francesco Foscaris monument, som länge gick under hans namn, men som har till upphovsmän bröderna Bregno. Däremot tillerkänner samtida forskare Rizzo Vittore Capellos monument i San Apollinare. Ett karakteristiskt verk, som likaledes tillerkännes Rizzo är en bronsbyst, kallad Andrea Loredan, i Museo civico. Rizzo biträddes i sitt arbete av sin bror Pietro Rizzo.